# That House We Lived In
That House We Lived In è un doppio album dal vivo del gruppo musicale statunitense Keep the Dog, pubblicato nel 2003 dalla Fred Records e comprendente materiale registrato durante l'ultimo tour europeo del 1991.
| Recensione | Giudizio |
| ---------- | -------- |
| AllMusic   | [ 1 ]    |

## Trecce
Musiche di Fred Frith, eccetto dove indicato.

### CD 1
1. Revelation/Bones – 4:59 (Jean Derome, Frith, Bill Laswell, Fred Maher)
2. Rock and a Hard Place – 5:45
3. Hola, On Danse! – 2:20 (Frith, Ferdinand Richard)
4. Foot in Hole – 7:38
5. Fanfare/Lizard's Tail – 4:31
6. Suspended – 2:02
7. Quick Sign – 5:16
8. Propaganda Suite – 8:37
9. Walking Song – 5:32
10. Some Clouds Do – 2:57

Durata totale: 49:37
Lato B
1. The Same Eye/Fives – 5:37
2. No Legs/Slow Bones – 7:13
3. That Home We Lived In/Candy Machine – 3:24 (Frith, René Lussier, Derome, Zeena Parkins, Charles Hayward, Bob Ostertag)
4. "The Trace – 5:18 (Frith, Henry Kaiser)
5. True Love (Instrumental Version) – 4:01
6. Instant Party – 3:07
7. Small Mercy II – 3:34
8. Norrgården Nyvla – 3:13
9. Year of the Monkey/Dark as a Match – 6:21
10. Domaine de Langendreer – 4:52

Durata totale: 46:40

## Concerti
I concerti da cui vennero presi i brani di That House We Lived In vennero eseguiti tra il maggio e il giugno 1991 nelle seguenti località:
- Theater Am Kornmarkt, Bregenz, Austria
- Elizabethenbuhne, Salisburgo, Austria
- Kulturzentrum Wolkenstein, Stainach, Austria
- Bahnhof Langendreer, Bochum, Germania
- Fabrik, Amburgo, Germania
- Manufaktur, Shondorf, Germania
- Teatro Dada, Castelfranco Emilia, Italia
- Shocking Club, Milano, Italia
- Verona, Italia

## Formazione
- Fred Frith – chitarra elettrica, basso elettrico, violino, voce
- René Lussier – chitarra elettrica, basso elettrico
- Jean Derome – sassofono contralto, sassofono baritono, flauto traverso, voce
- Zeena Parkins – fisarmonica, arpa elettrica, pianoforte, sintetizzatore, voce
- Bob Ostertag – tastiera campionatore
- Kevin Norton – batteria, percussioni, voce
- Charles Hayward – batteria, percussioni, voce